# Witte Toren (Rad des Tijds)
De Witte Toren is in de 14-delige fantasyserie Het Rad des Tijds, geschreven door Robert Jordan, het machtscentrum van de Aes Sedai in de stad Tar Valon.

## Ontstaan van de Witte Toren.
De Witte Toren is tezamen met Tar Valon 94 jaar na het Breken van de Wereld of de Tijd van Waanzin gebouwd met behulp van de Ogier steengroevers en de vrouwelijke helft van de Ene Kracht : Saidar.
Tar Valon is met vele witte en zilveren torens, koepels en bruggen die torens honderden voet boven de straten verbinden een wereldwonder, net zoals Caemlin en Cairhien - steden die ook door Ogier waren gebouwd - maar de Witte Toren is de 'parel van de ketting'.
Iedere reiziger die over wateren of wegen komt krijgt als eerste blik van Tar Valon de Witte Toren in zicht.
De vrouwelijke Aes Sedai - de mannelijke waren krankzinnig geworden - waren tijdens de Tijd van Waanzin alle leiding kwijtgeraakt en de Zaal der Dienaren in de vergane wereldhoofdstad Paaran Disen was in de oorlog van Schaduw al verwoest door de Verzakers.
De Witte Toren was de vervanging waar alleen vrouwelijke Aes Sedai werkten en woonden.
Een gevolg van het verdwijnen van mannelijke Aes Sedai en de smet op Saidin die deze mannen krankzinnig maakt was het oprichten van de Rode Ajah. Deze Ajah zoekt haar leven lag naar mannen die Saidin aan konden raken zodat ze hen voor de krankzinnigheid kunnen stillen (afsnijden van de Ware Bron).

## Opleiding tot Aes Sedai in de Witte Toren.
Meisjes die kunnen geleiden zoals Elayne Trakand, Egwene Alveren en Nyneave Almaeren worden als ze ontdekt worden en niet te oud zijn naar Tar Valon gebracht en Novices. Deze regeling is volgens sommige Aes Sedai een oorzaak van het feit dat er ieder jaar minder meisjes worden gevonden die kunnen geleiden.
De Aes Sedai in Salidar stellen daarom het boek der novices open voor elke vrouw, ongeacht haar leeftijd, waardoor er meer dan 1000 novices op komen dagen.
Ze wonen en studeren in de Witte Toren tot ze Aanvaarde worden, waarbij ze een zware test af moeten leggen in een ter'angreaal die hun diepste angsten en verlangens toont.
Wanneer een Novice deze testen doorstaat wordt ze een Aanvaarde en mag ze de Grote-serpent ring aan haar rechterhand dragen.
Wanneer een Aanvaarde vele jaren heeft gestudeerd en krachten heeft opgedaan wordt ze via het uitspreken van de drie geloften (nooit liegen, geen wapen maken met de kracht, niemand verwonden met de Kracht behalve Duistervrienden, moordenaars en Schaduwgebroed) Aes Sedai worden.
Hierna kunnen vrouwen kiezen tussen zeven verschillende Ajah's:
- Blauwe Ajah (Ajah die zich inzet voor behoud van kennis en macht).
- Rode Ajah (Ajah die mannelijke geleiders vangt en stilt).
- Groene Ajah (Strijdende Ajah).
- Gele Ajah (Helende Ajah).
- Witte Ajah (Ajah die alles via de waarheid bekijkt).
- Grijze Ajah (Ajah van bemiddelaarsters).
- Bruine Ajah (Ajah die zich volledig toelegt op studie).

Er is vastgesteld dat er tevens een Ajah van duistervrienden is, de Zwarte Ajah. Bekende leden van de Zwarte Ajah zijn de overste van de Rode Ajah, Galina Casban en de Hoedster der Kronieken van Elaida, Alviaren Freidhen.

## Breken van de Witte Toren.
Terug in de Witte Toren krijgt Elaida steeds duidelijker het beeld dat de Amyrlin Siuan Sanche en haar Hoedster der Kronieken Leane Sharif plannen beramen met de Herrezen Draak Rhand Altor, iets wat Elaida als lid van de Rode Ajah - die mannelijke geleiders stilt - niet kan toestaan.
Samen met enkele zusters (waaronder Alviarin Freidhen van de Witte Ajah (en de zwarte) en Shemerin van de Gele Ajah) zet ze Siuan en Leanne vast, ondervraagt hen waarna ze gesust werden.
Elaida a'Roihan wordt de Amyrlin zetel, maar de gehele Blauwe Ajah en delen van de andere Ajahs vluchten van Tar Valon weg wanneer ze dit horen. Alleen de Rode Ajah bleef haar volledig steunen.
Ondanks een pardon voor alle gevluchte Aes Sedai keren maar weinig zusters terug, en Elaida besluit daarom het te laten bij de trouwe zusters die achtergebleven zijn en stelt nieuwe rangen op, waarin de Rode Ajah overwegend de leiding neemt: een rode Amyrlin, een rode meesteres der novices (Silviana). Alviarin wordt de Hoedster der Kronieken van Elaida.
Al snel wordt echter duidelijk dat ondanks grootse plannen zoals een gezantschap van Aes Sedai voor de Herrezen Draak en een eigen paleis voor de Amyrlin Zetel Elaida niet zo veel macht heeft als ze zou willen.
Tar Valon wordt niet langer schoongehouden en de straten liggen vol met afval, en de mensen beginnen de trouw aan de Aes Sedai in de Toren te verliezen.
Alviarin trekt openlijk opdrachten van haar in, bedreigt haar en neemt zo de touwtjes over terwijl het gezantschap van Aes Sedai in de slag om Dumais Bron gevangengenomen wordt.
Wanneer Elaida dan ook nog besluit om onder leiding van de Rode Aes Sedai Toveine 50 zusters en 300 man van de Torenwacht uit te zenden om de Asha'man in de Zwarte Toren nabij Caemlin aan te vallen, wordt dit een ramp.
Alviaren wijst haar op het feit dat er ruim driehonderd geleiders zijn, en ondanks herroeping van de orders gaan alle vijftig Aes Sedai gevangenschap tegemoet, en worden er nog meer in Tarabon en Altara aan de Seanchanen overgeleverd.
Ondertussen is in Salidar een eigen Zaal van de Toren gekozen, en een gezant van de Rode Ajah in de vorm van Tarna Feir kan de Aes Sedai daar niet van gedachten veranderen.
Even later wordt Egwene Alveren tot Amyrlin verheven en beginnen zich veranderingen af te tekenen: voortaan worden alle vrouwen toegelaten tot het noviceboek waarmee Salidar ruim 1000 novices krijgt (de Toren heeft er 50). Bovendien worden meer dan 1000 Kinsvrouwen opgenomen als bijna volleerde Aes Sedai.
Hiermij worden er ruim 70 Aes Sedai vermist. Wanneer de Salidar Aes Sedai onder leiding van Egwene Alveren voor de stad Tar Valon verschijnen met een leger van 50.000 man onder leiding van Garet Brin wordt Elaida compleet geïsoleerd.
Bovendien blijkt dan ook nog dat de Aes Sedai uit Salidar in veel wevingen ver op de Aes Sedai in de Witte Toren uitlopen: ze kunnen een gestilde man of een gesuste vrouw helen, reizen met de Kracht en enkele andere nieuwe talenten zoals het maken van ter'angrealen.
Enkele krachtige tegenzetten van haar weten de situatie in Tar Valon echter te redden: Alviaren Freidhen wordt van de Hoedsterstola gestoten, en in haar plaats wordt Tarna Feir verheven, een machtige Rode Aes Sedai.
Beonin, een lid van de Grijze Ajah in Salidar, blijkt een spion van Elaida te zijn en verraad Egwene en Leanne aan de Rode Ajah, die hen beide mee terugvoert naar de Witte Toren.
Daar leren de Aes Sedai in de Toren alle nieuwe vormen van Heling, maar alleen aan de zusters die Elaida trouw genoeg vindt. En dat zijn er niet veel aangezien de Witte en de Groene Ajah het bloed van ELaida wel kunnen drinken.
Ondanks deze overwinningen blijven de Salidar Aes Sedai Tar Valon belegeren, en begint Egwene van binnenuit een strijd tegen Elaida die ze aan het einde van een mes van Dromen lijkt te winnen.